# Championnat de Belgique de football de deuxième division 1960-1961
Navigation
saison précédente saison suivante
Le Championnat de Belgique de football D2 1960-1961 est la 44e édition du championnat de deuxième niveau national en Belgique. Il oppose 16 équipes, qui s'affrontent deux fois chacune en matches aller-retour. Au terme de la saison, le champion et son dauphin sont promus en Division 1 pour la prochaine saison. Les deux derniers classés sont relégués en Division 3.
La lutte pour le titre est rapidement réduite à deux équipes, le K. FC Diest et le Cercle de Bruges. Ce dernier, après avoir échoué à la troisième place les deux saisons précédentes, se pose comme le favori pour la montée en première division. Néanmoins, c'est Diest qui décroche le titre de champion, et accède ainsi pour la première fois de son Histoire à l'élite nationale. Le Cercle doit se contenter de la deuxième place, qui lui permet également d'être promu au niveau supérieur. Après quinze années passées en deuxième et troisième division, le Cercle remonte ainsi en Division 1.
Le Beringen FC, relégué de première division en début de saison, complète le podium. L'autre relégué, Berchem Sport, se classe seulement neuvième, loin des meilleurs et à l'abri des places dangereuses. Il termine dans la foulée du K. FC Turnhout, promu de Division 3 en compagnie de l'Union Royale Namur, qui conclut la saison à une belle cinquième place.
En bas de classement, le Lyra est distancé d'entrée de jeu, et ne reviendra jamais sur ses concurrents. Le club est ainsi relégué pour la première fois en troisième division. On assiste à un duel bruxellois pour éviter l'avant-dernière place, également relégable, entre le Racing de Bruxelles et le White Star. Au terme de la saison, les deux équipes finissent à une stricte égalité de points et de défaites concédées, ce qui donne lieu à un match de barrages pour déterminer le second relégué. Le White Star s'impose et sauve sa place, renvoyant le Racing en Division 3. Deux ans plus tard, ces deux clubs fusionneront.

## Clubs participants
Seize clubs prennent part à cette édition, soit le même nombre que lors de la compétition précédente.
Les matricules renseignés en gras existent encore lors de la saison « 2021-2022 ».
| #  | Nom                                   | Mat. | Ville           | Stades                   | En D2 depuis    | Total en D2 | Saison précéd.     |
| -- | ------------------------------------- | ---- | --------------- | ------------------------ | --------------- | ----------- | ------------------ |
| 1  | Royal Berchem Sport                   | 28   | Berchem         | Het Rooi                 | 1960-1961 (1re) | 11 saisons  | Division 1 15e     |
| 2  | Koninklijke Beringen Football Club    | 522  | Beringen        | Mijnstadion              | 1960-1961 (1re) | 10 saisons  | Division 1 16e     |
| 3  | Royal Racing Club de Bruxelles        | 6    | Bruxelles       | stade du Heysel          | 1959-1960 (2e)  | 15 saisons  | 8e                 |
| 4  | Royal Cercle Sportif Brugeois         | 12   | Bruges          | stade E. De Smedt        | 1956-1957 (5e)  | 13 saisons  | 3e                 |
| 5  | Koninklijke Kortrijk Sports           | 19   | Courtrai        | Guldensporenstadion      | 1943-1944 (17e) | 26 saisons  | 11e                |
| 6  | Royal Tilleur Football Club           | 21   | Tilleur         | stade de Buraufosse      | 1959-1960 (2e)  | 26 saisons  | 13e                |
| 7  | Royal Charleroi Sporting Club         | 22   | Charleroi       | stade du Mambourg        | 1957-1958 (4e)  | 15 saisons  | 9e                 |
| 8  | Koninklijke Football Club Malinois    | 25   | Malines         | Achter de Kazerne        | 1956-1957 (4e)  | 15 saisons  | 5e                 |
| 9  | Royal Racing Club Tournaisien         | 36   | Tournai         | Drève de Maire           | 1959-1960 (2e)  | 12 saisons  | 14e                |
| 10 | Koninklijke Football Club Diest       | 41   | Diest           | De Warande               | 1957-1958 (4e)  | 4 saisons   | 7e                 |
| 11 | Royal White Star Athletic Club        | 47   | Woluwe-St-L.    | rue Kelle                | 1947-1948 (13e) | 24 saisons  | 12e                |
| 12 | Koninklijke Lyra                      | 52   | Lierre          | Lyrastadion              | 1954-1955 (7e)  | 28 saisons  | 6e                 |
| 13 | Koninklijke Sint-Niklaasse Sportkring | 221  | St-Nicolas/Waas | Puyenbeke                | 1947-1948 (14e) | 16 saisons  | 10e                |
| 14 | Kon. OLSE Merksem Sportclub           | 544  | Merksem         | Gemeentelijke            | 1959-1960 (2e)  | 2 saisons   | 4e                 |
| 15 | Royal Football Club Turnhout          | 148  | Turnhout        | Villapark                | 1960-1961 (1re) | 23 saisons  | 1er Div. 3 Série A |
| 16 | Union Royale Namur                    | 156  | Namur           | stade des Champs-Élysées | 1960-1961 (1re) | 6 saisons   | 1er Div. 3 Série B |

- Merksem, OLSE = Oude-Leerlingen St-Eduardus, anciens élèves de (école) Saint-Édouard

### Localisation
| \| Berchem Sp. OLSE Merksem Turnhout Lyra FC Malinois CS Brugeois Courtrai St-Nicolas White Star Racing CB Charleroi Beringen Diest UR Namur Tilleur RC Tournai \| Localisation des clubs engagés en Division 2 1960-1961 |
| Berchem Sp. OLSE Merksem Turnhout Lyra FC Malinois CS Brugeois Courtrai St-Nicolas White Star Racing CB Charleroi Beringen Diest UR Namur Tilleur RC Tournai                                                              |

## Point de règlement
Cette saison 1960-1961 est la dernière pendant laquelle l'URBSFA départage les égalité de points en donnant la préséance au plus petit nombre de défaites. À partir de l'exercice suivant, le plus grand nombre de victoires sera le critère décisif.

## Championnat
- Le nom des clubs est celui employé à l'époque

Légende
- Champion et promu en Division 1 la saison suivante
- Promu en Division 1 la saison suivante
- Clubs devant disputer un test-match pour assurer leur maintien
- clubs relégués en Division 3 la saison suivante

Abréviations
 : Relégué de Division 1
 : Promu de Division 3

### Classement final
| Rang | Équipe               | Pts | J  | G  | N  | P  | Bp | Bc | Diff |
| ---- | -------------------- | --- | -- | -- | -- | -- | -- | -- | ---- |
| 1    | K. FC DIEST          | 44  | 30 | 19 | 6  | 5  | 93 | 37 | +56  |
| 2    | R. CS Brugeois       | 41  | 30 | 17 | 7  | 6  | 54 | 36 | +18  |
| 3    | K. Beringen FC       | 37  | 30 | 13 | 11 | 6  | 54 | 36 | +18  |
| 4    | R. FC Malinois       | 35  | 30 | 12 | 11 | 7  | 57 | 44 | +13  |
| 5    | UR Namur             | 35  | 30 | 15 | 5  | 10 | 61 | 46 | +15  |
| 6    | R. Charleroi SC      | 35  | 30 | 16 | 3  | 11 | 59 | 43 | +16  |
| 7    | K. Sint-Niklaasse SK | 32  | 30 | 13 | 6  | 11 | 41 | 43 | -2   |
| 8    | R. FC Turnhout       | 30  | 30 | 13 | 4  | 13 | 50 | 59 | -9   |
| 9    | R. Berchem Sport     | 29  | 30 | 13 | 3  | 14 | 51 | 51 | 0    |
| 10   | R. Tilleur FC        | 29  | 28 | 12 | 4  | 14 | 56 | 59 | -3   |
| 11   | K. OLSE Merksem SC   | 27  | 30 | 11 | 5  | 14 | 60 | 73 | -13  |
| 12   | R. RC Tournaisien    | 25  | 30 | 7  | 11 | 12 | 36 | 40 | -4   |
| 13   | K. Kortrijk Sport    | 25  | 30 | 9  | 7  | 14 | 44 | 59 | -15  |
| 14   | R. Racing CB         | 21  | 30 | 8  | 5  | 17 | 37 | 58 | -21  |
| 15   | R. White Star AC     | 21  | 30 | 8  | 5  | 17 | 31 | 64 | -33  |
| 16   | K Lyra               | 15  | 30 | 5  | 5  | 20 | 39 | 75 | -36  |

#### Résultats des rencontres
| Résultats (▼dom., ►ext.)                                   | BSP | BER | CSB | RCB | CHA | DIE | KOR | LYR | MAL | MER | NAM | STN | TIL | RCT | TUR | WST |
| K. Berchem Sport                                           |     | 1-2 | 1-2 | 2-0 | 1-2 | 0-1 | 1-0 | 3-1 | 4-1 | 3-1 | 0-1 | 2-3 | 2-2 | 3-0 | 5-1 | 2-0 |
| K. Beringen FC                                             | 6-2 |     | 0-0 | 0-0 | 5-1 | 3-2 | 2-0 | 4-1 | 1-1 | 4-1 | 3-2 | 3-0 | 2-1 | 1-1 | 4-0 | 0-0 |
| R. CS Brugeois                                             | 2-1 | 1-1 |     | 3-0 | 2-2 | 0-1 | 1-0 | 1-0 | 4-2 | 1-4 | 2-1 | 0-1 | 2-1 | 0-0 | 5-3 | 3-1 |
| R. Racing CB                                               | 0-1 | 0-0 | 0-3 |     | 0-0 | 2-2 | 4-0 | 6-2 | 2-4 | 3-1 | 2-2 | 0-1 | 4-1 | 0-1 | 1-3 | 2-0 |
| R. Charleroi SC                                            | 1-3 | 2-1 | 1-3 | 3-1 |     | 3-0 | 2-0 | 1-4 | 1-0 | 2-1 | 1-0 | 4-0 | 7-1 | 2-0 | 8-0 | 6-0 |
| K. FC Diest                                                | 8-1 | 1-1 | 2-2 | 4-0 | 4-0 |     | 9-1 | 6-1 | 4-3 | 7-1 | 4-1 | 2-0 | 3-0 | 2-1 | 1-0 | 4-0 |
| K. Kortrijk Sport                                          | 2-2 | 2-1 | 1-2 | 4-2 | 0-1 | 1-4 |     | 5-3 | 1-1 | 2-3 | 1-4 | 0-0 | 2-2 | 1-1 | 2-2 | 2-0 |
| K. Lyra                                                    | 1-0 | 0-1 | 1-1 | 5-1 | 3-1 | 0-0 | 1-5 |     | 1-1 | 0-2 | 0-2 | 1-3 | 1-4 | 4-1 | 1-2 | 1-3 |
| R. FC Malinois                                             | 3-0 | 2-2 | 2-1 | 2-0 | 2-1 | 1-4 | 2-2 | 4-1 |     | 3-1 | 1-0 | 2-1 | 5-0 | 0-0 | 0-1 | 3-3 |
| K. OLSE Merksem SC                                         | 4-3 | 2-2 | 5-1 | 4-1 | 4-2 | 0-6 | 1-0 | 1-1 | 4-4 |     | 2-4 | 1-3 | 3-1 | 1-0 | 0-2 | 5-1 |
| UR Namur                                                   | 1-0 | 2-0 | 0-1 | 1-2 | 1-0 | 2-2 | 2-1 | 5-3 | 0-2 | 2-2 |     | 2-1 | 1-0 | 2-1 | 3-3 | 2-3 |
| K. St-Niklaase SK                                          | 3-1 | 6-0 | 0-2 | 2-0 | 0-0 | 2-2 | 4-2 | 1-0 | 0-0 | 2-2 | 1-6 |     | 1-0 | 2-0 | 0-1 | 3-0 |
| R. Tilleur FC                                              | 1-1 | 2-1 | 4-2 | 4-0 | 0-2 | 6-2 | 0-2 | 6-0 | 3-2 | 2-1 | 2-4 | 0-0 |     | 4-2 | 0-4 | 1-0 |
| R. RC Tournaisien                                          | 0-1 | 1-1 | 1-1 | 0-1 | 2-1 | 4-1 | 0-1 | 1-1 | 1-1 | 4-0 | 3-2 | 4-0 | 3-1 |     | 2-2 | 1-1 |
| K. FC Turnhout                                             | 1-3 | 1-3 | 0-2 | 2-0 | 5-1 | 1-0 | 1-2 | 3-1 | 1-3 | 4-2 | 0-3 | 3-0 | 0-3 | 1-1 |     | 3-1 |
| R. White Star AC                                           | 1-2 | 1-0 | 0-4 | 1-3 | 0-1 | 0-5 | 1-2 | 1-0 | 0-0 | 3-1 | 3-3 | 3-1 | 0-4 | 2-0 | 2-0 |     |
| - Victoire à domicile - Match nul - Victoire à l'extérieur |     |     |     |     |     |     |     |     |     |     |     |     |     |     |     |     |

#### Test-match pour désigner le2edescendant
Le R. RC de Bruxelles et le White Star AC terminent à égalité de points et de défaites à la 14e place. Alors qu'un accord semble se dessiner en coulisses en vue d'une fusion prochaine entre les deux clubs, un « test-match » est joué sur terrain neutre pour les départager et désigner le second relégué. Le White Star s'impose 2-1, et renvoie ainsi le Racing en Division 3. La fusion évoquée a lieu, mais deux ans plus tard.
| Dates                | Domicile         | Déplacement  | Résultat | Remarques                      |
| -------------------- | ---------------- | ------------ | -------- | ------------------------------ |
| 15 mai 1961          | R. White Star AC | R. Racing CB | 2-1      | Terrain de l'Union St-Gilloise |
| R. Racing CB relégué |                  |              |          |                                |

### Résumé
Turnhout réussit le meilleur départ avec 9 points sur 10. Les Campinois sont suivis par Beringen (7) et d'un quintette (Merksem, Berchem, CS Brugeois, St-Nicolas et Courtrai) qui compte 6 unités. En l'autre bout du classement le Racing CB (1) et Tilleur (0) tardent à engranger leur premier succès.
Le CS Brugeois prend les commandes avec 15 points, au soir de la 9e journée, soit une unité devant le duo St-Nicolas/Turnhout. Beringen semblait le plus costaud, mais les Limbourgeois ont subi deux revers. Il y a d'abord une défaite surprise (2-1) à Tilleur, qui empoche là ses premiers points, avant un autre faux-pas (1-0) au White Star. Alors que le Racing CB (6) a conquis deux victoires (au RC Tournai et contre Tilleur), Merksem (8) et le Lyra (6) ont sérieusement dégringolé dans le tableau.
L'année civile se termine après la 14e journée jouée les 24 et 25 décembre 1960. La 11e, prévue le 4 décembre 1960, a été remise et sera jouée tout en fin de parcours et devient, de fait, la dernière. Après une défaite (3-0) à Charleroi, Diest se reprend, aligne quatre succès de rang et se hisse en tête avec une victoire de mieux que les « Verts & Noirs brugeois », lesquels n'ont gagné aucune de leurs trois dernières parties (défaite au Club Malinois et partages contre Tournai et Charleroi). En fond de grille, c'est le Lyra et Tilleur qui ferment la marche, alors que le Racing CB s'est donné un peu d'air.
| Classement « à mi-parcours » |                 |    |    |   |   |    |               |    |    |   |   |     |                |    |    |   |   |     |            |    |    |   |
| P                            | Clubs           | J  | P  | V |   | P  | Clubs         | J  | P  | V |   | P   | Clubs          | J  | P  | V |   | P   | Clubs      | J  | P  | V |
| 1.                           | FC Diest        | 13 | 17 | 7 | X | 3. | FC Turnhout   | 13 | 16 | 7 | X | 8.  | FC Malinois    | 13 | 13 | 5 | X | 13. | Racing CB  | 13 | 11 | 4 |
| 2.                           | CS Brugeois     | 14 | 17 | 6 | X | 6. | Berchem Sport | 13 | 15 | 7 | X | 8.  | UR Namur       | 13 | 13 | 5 | X | 14. | White Star | 13 | 9  | 4 |
| 3.                           | Beringen FC     | 12 | 16 | 7 | X | 7. | RC Tournai    | 13 | 14 | 4 | X | 11. | OLSE Merksem   | 13 | 12 | 5 | X | 15. | Lyra       | 13 | 7  | 2 |
| 3.                           | St-Niklaasse SK | 13 | 16 | 7 | X | 8. | Charleroi     | 13 | 13 | 5 | X | 12. | Kortrijk Sport | 12 | 12 | 4 | X | 16. | Tilleur FC | 12 | 6  | 3 |

À la fin du mois de janvier 1961, le duo de tête confirme ses prétentions malgré des contre-performances étonnantes. Ainsi le FC Diest (23) est nettement défait (6-2) à Tilleur. Les « Métallos » précédemment vainqueur du RC Tournai voient leur lutte pour le maintien entravée par une correction (7-1) reçue au Mambourg. Le CS Brugeois (21) perd des points mais gagne le choc contre l'UR Namur (0-1) tenant les « Merles » (19) écartés du podium par Beringen et Turnhout (20). Berchem (15-7v) glisse dans le classement et est rejoint par le Racing CB (15-6v) et Tournai (15-6v) mais devance encre Tilleur (12), alors que le Lyra (11) et le White Star (9) ferment la marche. Les « Étoilés » avec 4 défaites de rang n'ont plus gagné depuis la fin novembre.
Ce qui devait être la 23e journée se déroule le 26 février 1961. Mais en raison des journées remises ou des matches décalés, aucune formation n'a disputé 23 rencontres. L'échelonnement va de 19 à 22 parties. Diest et le CS Brugeois gardent la mainmise sur le championnat. Les Brabançons totalisent 30 points, soit deux de mieux que les Flandriens qui ont joué un match de plus. Beringen (26) et le FC Malinois (25) sont les premiers poursuivants. Vient ensuite Charleroi, mais il est déjà à 7 longueurs des leaders. La lutte pour le maintien a rebondit avec les trois succès consécutifs remportés par le White Star. Berchem et le RAcing CB (17), Merksem (16) précèdent de peu les «  Étoilés » (15), alors que Tilleur (14) et le Lyra (12) occupent les sièges basculants.
Lors de la journée de championnat suivante, le 5 mars 1961, Diest est surpris (1-0) à Turnhout alors que le CS Brugeois s'impose (2-1) contre Berchem. Les deux premiers sont à égalité de points, mais les pensionnaires de la Warande restent devant car ils comptent une victoire de plus. Le même jour, Beringen et Malines se neutralisent (1-1). De maîtresse façon, Tilleur va chercher deux points importants au White Star (0-4). Les « Métallos » font la bonne opération car Merksem et Le Lyra partagent (1-1) entre eux et le Racing CB s'incline (2-0) à St-Nicolas/Waas. Les deux semaines suivantes sont consacrées à plusieurs matchs d'alignement. Diest conforte sa première place en prenant sa revanche sur Turnhout (1-0). Charleroi monte sur le podium, car Malines et Beringen ne se départagent de nouveau pas (1-1). OLSE Merksem va gagner au Lyra et Tilleur bat une deuxième fois le White Star (1-0).
C'est à trois journées de la fin que tombe la première décision. Le Lyra est mathématiquement relégué en « D3 » après une défaite contre Turnhout. Le « matricule 52 » compte 7 points de retard sur le Racing CB, « premier sauvé » à ce moment. Un nul à Berchem (2-2) apporte à Tilleur, longtemps « dans le rouge », le point suffisant pour être assuré du maintien. La bagarre pour la seconde place descendante oppose principalement les deux cercles bruxellois de la série à Kortrijk Sport qui piétine avec un dangereux 2 sur 12, sans oublier le RC Tournaisien qui se montre fort irrégulier. Les Racingmen sont allés gagner au White Star (1-3), mais a ensuite concédé deux défaites. Pendant ce temps, les résidents du stade Fallon ont été grappiller des unités à Malines et à Beringen, deux formations du haut du tableau. Un « haut » où Diest et le CS Brugeois évitent les impairs et conservent une légère marge sur Charleroi et Beringen.
L'avant-dernière journée semble redistribuer les cartes pour le titre. Diest est accroché (2-2) à St-Nicolas/Waas alors que le CS Brugeois s'impose à Charleroi. Les Flandriens reviennent à un point. Ils peuvent encore enlever les lauriers ou forcer un test-match. On a cependant la confirmation que la cause est entendue pour la montée que plus aucune autre formations ne peut contester aux deux meneurs. En bas de tableau, le Racing de Bruxelles prend un point qu'il espère décisif contre Namur (2-2) car le White Star s'est incliné à Berchem Sport.
Le K. FC Diest ne faiblit pas et coiffe la couronne en gagnant aisément son dernier match (4-1) contre l'UR Namur. On n'a donc pas de suspense d'autant que ce le CS Brugeois est battu (4-2) à Tilleur. Le Racing CB dominé par Turnhout (1-3) doit subir le retour du White Star auteur d'un partage spectaculaire (3-3) au Club Malinois. Les deux clubs bruxellois doivent être départager par un test-match. Une semaine plus tard, au Parc Duden, le Racing de Bruxelles, qui a pourtant battu deux fois le White Star pendant le championnat, doit s'incliner (2-1) et descendre en Division 3.

### Meilleur buteur
- Julien Van Roosbroeck (K. FC Diest), 39 buts

## Récapitulatif de la saison
- Champion: K. FC Diest (1er titre en D2)
  - 2e promu: R. CS Brugeois

- Dix-huitième titre de D2 pour la Province de Brabant

| Région flamande (9)             | Région flamande (9) | Province de Brabant (3)      | Province de Brabant (3) | Région wallonne (4)    | Région wallonne (4) |
| ------------------------------- | ------------------- | ---------------------------- | ----------------------- | ---------------------- | ------------------- |
| Province d'Anvers               | 5                   | Région de Bruxelles-Capitale | 2                       | Province de Hainaut    | 2                   |
| Province de Flandre-Occidentale | 2                   | Province du Brabant flamand  | 1                       | Province de Liège      | 1                   |
| Province de Flandre-Orientale   | 1                   | Province du Brabant wallon   | 0                       | Province de Luxembourg | 0                   |
| Province de Limbourg            | 1                   |                              |                         | Province de Namur      | 1                   |

1. ↑  Au niveau footballistique, la province de Brabant est toujours unitaire malgré sa partition territoriale en 1995.

### Admission et relégation
Sacré champion, le K. FC Diest remporte le droit de monter en Division 1 pour la première fois de son histoire. Le club du stade de la Warande devient le 51e club différent à atteindre l'élite du football belge, le 17e cercle brabançon différent (le 3e du Brabant flamand).
L'autre promu vers la plus haute division est le Cercle de Bruges qui en était absent depuis 1946. Les deux descendants de D1 sont Verviers et Eisden.
Le Lyra et le Racing CB quittent définitivement la Division 2. Le premier disparaît dans une fusion avec son rival voisin du Lierse en 1972. L'autre échange son matricule deux ans plus tard, juste avant de fusionner avec le White Star AC. Les montants du 3e niveau sont l'AS Ostende et le FC Herentals. Ces deux cercles retrouvent la D2, respectivement 3 et 5 saisons auparavant.